# Living Proof
Living Proof é o vigésimo quarto álbum de estúdio da cantora estadunidense Cher, lançado primeiramente em 6 de novembro de 2001 pela WEA, e distribuído na América do Norte pela Warner Bros. Records em 2002. Após o sucesso comercial de Believe (1998), Cher começou a trabalhar em seu vigésimo quarto álbum de estúdio em 2000. Rob Dickins foi escolhido como produtor executivo do álbum, recrutando produtores como Johan Åberg, Chris Cox, Tony Moran, Bruce Roberts, Wayne Rodriguez, Stargate, Chicane, Ray Hedges e Mark Taylor. O álbum incorpora estilos de dance-pop, disco e house.
Após o lançamento, Living Proof recebeu críticas mistas por parte dos críticos de música. Alguns elogiaram o álbum, dizendo que era ainda melhor que Believe, enquanto outros criticaram o uso excessivo de Auto-Tune nos vocais de Cher. Comercialmente, o álbum não alcançou o mesmo sucesso de seu antecessor, estreando na nona posição na parada estadunidense Billboard 200, vendendo 82.000 cópias em sua semana de lançamento. Ele também foi recebido moderadamente na Europa, chegando ao top 30 na Suécia, e ao top 50 no Reino Unido, apesar de ter recebido certificação de ouro pela Associação da Industria Fonográfica Sueca (GLF) e pela Indústria Fonográfica Britânica (BPI). Estima-se que Living Proof tenha vendido mais de um milhão de cópias em todo o mundo.
Living Proof gerou seis singles. "The Music's No Good Without You" foi lançada internacionalmente como o primeiro single do álbum em 27 de novembro de 2001, e fez de Cher uma das poucas artistas a ter um sucesso no top 10 britânico em cinco décadas consecutivas. O primeiro single norte-americano, "Song for the Lonely", lançado em 19 de março de 2002, alcançou o número um na parada estadunidense Dance Club Songs. Os singles seguintes, "Alive Again", "A Different Kind of Love Song", "When the Money's Gone" e "Love One Another", falharam em causar muito impacto nas paradas. Para promover ainda mais o álbum, Cher fez aparições promocionais na televisão e embarcou na Living Proof: The Farewell Tour, a qual viria a tornar-se a turnê mais longa na história da América do Norte, e a turnê mais lucrativa de um artista solo, faturando cerca de US$ 250 milhões.

## Antecedentes
Após o sucesso comercial de Believe (1998), Cher lançou seu vigésimo terceiro álbum de estúdio, not.com.mercial, no final de 2000. O álbum era vendido exclusivamente on-line e tinha um som "não comercial", por isso, ela não o considerou um sucessor "oficial" de Believe. A cantora começou a trabalhar em seu 24º álbum de estúdio em 2000. Ela começou a dar dicas do álbum, na época chamando-o de "filho de Believe", porque "é assim que eu o diferencio em minha mente", e elaborou que "Se você gostou de Believe, você vai adorar o novo, porque o novo é muito divertido", chamando-o de "tão maravilhoso". Cher comentou sobre uma das canções que estava considerando para o álbum durante a gravação, dizendo que "quase se matou" enquanto dançava no chuveiro.
Para o álbum, Cher colaborou com vários músicos, incluindo Stargate, Chicane e Mark Taylor, com quem já havia trabalhado anteriormente. Ela disse que se sentiu sortuda por ter a chance de ter "ótimas canções e ótimos produtores" para o álbum. A artista disse ainda que sua canção favorita, prevista para o álbum, era uma versão cover de "When the Money's Gone", escrita por Bruce Roberts, afirmando que era "tão perfeita" para ela. "É sobre essa pessoa que está [perguntando ao seu amor]: 'Se eu perder todo o meu dinheiro, você ainda irá me amar se tivermos que comer fast-food em um carro batido?'. É tão dance. É tão gay. É tão bom", disse ela. A capa do álbum, fotografada por Michael Lavine, foi revelada no site oficial da Cher, em 8 de outubro de 2001, e mostra Cher usando uma peruca loira "esvoaçante", em contraste com sua roupa medieval toda preta. O jornal The Dallas Morning News comentou que "mesmo com um olhar pensativo em seu rosto eximiamente cortado e repuxado, ela chama atenção".

## Música e letras
A versão internacional de Living Proof começa com "The Music's No Good Without You", uma canção inspirada em música disco, repleta de "hipnóticos sons de sintetizadores", enquanto os vocais de Cher foram manipulados com Auto-Tune, o que a fez soar como a "personificação de um extraterrestre assombrado". A faixa seguinte "Alive Again" é descrita como um "hino trance", e sua letra gira em torno de Cher cantando sobre o "mundo quebrado de um relacionamento dissolvido". "I only wanna learn to feel the rain/Then maybe I could stop the leaves from falling/I only wanna learn to freeze the flame/I know I'll be alive again", ela canta durante o refrão. A letra da terceira canção, "Song for the Lonely", "evoca o 11 de setembro", e aborda assuntos como heroísmo, saudade, bravura e perseverança, com uma batida disco. Musicalmente, ela abandona os instrumentos eletrônicos em favor de uma performance mais pura e apaixonada. A letra da faixa seguinte, "A Different Kind of Love Song", alude a temas de tragédia, heroísmo e irmandade, enquanto musicalmente tem "um refrão dos céus, uma melodia alegre e tiques de produção cafona", incluindo os vocais de Cher, altamente processados com Auto-Tune.
A quinta canção"Rain, Rain" é uma faixa "simplificada", com "gorgolejos eletrônicos e renderizações vocais aquáticas", na qual "os ouvintes têm um vislumbre dos vocais roucos de Cher". A próxima canção é "Love So High", que "combina teclados futuristas com guitarras acústicas terrenas". A sétima faixa da edição internacional, "Body to Body, Heart to Heart", é uma canção com influência espanhola, escrita por Diane Warren. A letra da oitava canção, "Love Is a Lonely Place Without You", carrega o tema de um "símbolo de coração partido de uma mulher forte, mas decididamente solteira". A faixa seguinte, "Real Love", apresenta "vocais alterados por computador, dando uma sensação futurista" à ela. A décima faixa, "Love One Another", é um "hino" e uma "interpretação sincera" de uma canção originalmente gravada pela cantora holandesa Marie-Claire Cremers. A 11ª canção da versão internacional do álbum, "You Take It All", é um "número alpino de breakbeat", enquanto a faixa que a substitui na versão americana é "When You Walk Away", outra faixa escrita por Warren. A canção de encerramento, um cover de "When the Money's Gone", de Bruce Roberts, é uma "faixa arejada", que conta com "batidas rápidas de tambor".

## Promoção

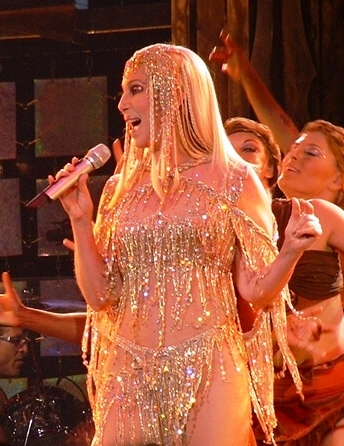
Cher se apresentando durante sua turnê Living Proof: The Farewell Tour, em 2004

Para começar a promover Living Proof, Cher participou no programa de TV alemão Wetten, dass..?, em 13 de outubro de 2001, e tocou "The Music's No Good Without You". Esta participação foi seguida por performances da canção em diversas ocasiões, tais como Top of the Pops, Children in Need, Parkinson, Royal Variety Performance, Sen kväll med Luuk, Bambi Awards, Premios Ondas, entre outros. A rede BBC One exibiu um documentário intitulado Still Cher, em 3 de janeiro de 2002, o qual seguia Cher durante sua turnê pela Europa, promovendo Living Proof, em 2001. Cher fez várias apresentações para promover o lançamento do álbum nos Estados Unidos. Ela abriu o American Music Awards de 2002, em 9 de janeiro de 2002, cantando "Song for the Lonely", acompanhada por dançarinos e usando uma peruca loira. Ela também apareceu no The Rosie O'Donnell Show, The Tonight Show with Jay Leno, The Oprah Winfrey Show, Late Show with David Letterman, e VH1 Divas, promovendo a canção. Cher também cantou "Song for the Lonely" na série de comédia Will & Grace]], em 2002, onde fez uma participação especial no episódio "AI: Artificial Insemination Part 2", interpretando Deus. O single também foi cantado durante o 50º American Bandstand.
Cher embarcou em sua quinta turnê, intitulada Living Proof: The Farewell Tour, em junho de 2002 em Toronto, no Canadá. Ela fora originalmente planejada como uma turnê de 59 datas na América do Norte, mas devido à popularidade da turnê, Cher a estendeu várias vezes para tocar em territórios nos quais nunca havia estado, ou não houvera tocado por um longo tempo.  A turnê deu à Cher a oportunidade de se apresentar em novos territórios, tornando-se sua primeira turnê a chegar à Nova Zelândia. De acordo com o jornal Dakota Student, o show no Alerus Center, em Grand Forks, Dakota do Norte, nos Estados Unidos, foi a apresentação de maior público de toda a carreira solo da artista. O show final aconteceu em Los Angeles, Califórnia, nos Estados Unidos, em abril de 2005, após um recorde de 325 datas. The Living Proof: The Farewell Tour foi um sucesso comercial e de crítica. Tornando-se a mais longa turnê musical de todos os tempos na América do Norte, e a turnê com maior bilheteria de um artista solo, faturando cerca de US$ 250 milhões, em 325 shows. O concerto tocado na American Airlines Arena, em Miami, Flórida, nos Estados Unidos, em novembro de 2002, foi transmitido pela NBC, em fevereiro de 2003, atraindo cerca de 17 milhões de espectadores, e vindo a ganhar três Primetime Emmy Awards. O show foi disponibilizado em um DVD intitulado The Farewell Tour, lançado em 2003.

## Singles
"The Music's No Good Without You" foi lançada mundialmente como o primeiro single do álbum em novembro de 2001, exceto nos Estados Unidos, onde foi lançada no segundo semestre de 2002. A canção foi um sucesso no Reino Unido, alcançando a oitava posição na parada UK Singles Chart, enquanto Cher alcançou o feito de ter um sucesso no top 10 em cinco décadas consecutivas naquele país. A canção também chegou ao top 10 no Canadá, e na Itália. O primeiro single norte-americano, "Song for the Lonely", foi lançado em março de 2002, e alcançou o número 85 na parada estadunidense Billboard Hot 100, e o número um na parada Dance Club Songs. A canção também alcançou o top 20 no Canadá, e o top 40 na Romênia. 
"Alive Again" foi lançada como o terceiro e último single europeu de Living Proof. Sua resposta comercial foi limitada e bastante fraca nos países europeus, conseguindo figurar na parada alemã no número 27, e na Suíça no número 80. "A Different Kind of Love Song", o segundo single norte-americano, chegou ao topo da parada Dance Club Songs, e alcançou a posição de número 30 na parada Adult Contemporary. Os terceiros e últimos singles estadunidenses foram "When the Money's Gone"/"Love One Another". Embora "When the Money's Gone" tenha alcançado o topo da parada Dance Club Songs, o último não chegou a entrar nas paradas.

## Lista de faixas
| Living Proof – Edição internacional |                                      |                                                    |                                  |         |  |
| N.º                                 | Título                               | Compositor(es)                                     | Produtor(es)                     | Duração |  |
| 1.                                  | "The Music's No Good Without You"    | Cher James Thomas Mark Taylor Paul Barry           | M. Taylor Thomas Jeff Taylor     | 4:40    |  |
| 2.                                  | "Alive Again"                        | Nicholas Bracegirdle Ray Hedges Tracy Ackerman     | Chicane Hedges                   | 4:18    |  |
| 3.                                  | "(This Is) A Song for the Lonely"    | M. Taylor Barry Steve Torch                        | M. Taylor                        | 4:01    |  |
| 4.                                  | "A Different Kind of Love Song"      | Johan Åberg Michelle Lewis Sigurd Rosnes           | Åberg Anders Hansson             | 3:50    |  |
| 5.                                  | "Rain, Rain"                         | Shelly Peiken Guy Roche                            | Stargate                         | 3:43    |  |
| 6.                                  | "Love So High"                       | John Capek Marc Jordan                             | Bruce Roberts Wallis and Chapman | 4:32    |  |
| 7.                                  | "Body to Body, Heart to Heart"       | Diane Warren                                       | Tony Moran                       | 3:59    |  |
| 8.                                  | "Love Is a Lonely Place Without You" | M. Taylor Barry Torch                              | M. Taylor                        | 3:53    |  |
| 9.                                  | "Real Love"                          | Cher Tor Hermansen Mikkel Eriksen Hallgeir Rustan  | Stargate                         | 3:55    |  |
| 10.                                 | "Love One Another"                   | William Steinberg Marie-Claire Cremers Rick Nowels | Nowels Wayne Rodrigues Chris Cox | 3:45    |  |
| 11.                                 | "You Take It All"                    | Stuart McLennan Bracegirdle Brian Higgins          | Chicane Higgins                  | 4:53    |  |
| 12.                                 | "When the Money's Gone"              | Roberts Donna Weiss                                | Roberts                          | 4:38    |  |
| Duração total:                      | Duração total:                       | Duração total:                                     | Duração total:                   | 50:17   |  |

| Living Proof – Faixa bônus da edição japonesa |                |                 |                |         |  |
| N.º                                           | Título         | Compositor(es)  | Produtor(es)   | Duração |  |
| 13.                                           | "The Look"     | M. Taylor Barry | M. Taylor      | 4:25    |  |
| Duração total:                                | Duração total: | Duração total:  | Duração total: | 54:42   |  |

| Living Proof – Edição americana |                                      |                                                    |                                  |         |  |
| N.º                             | Título                               | Compositor(es)                                     | Produtor(es)                     | Duração |  |
| 1.                              | "Song for the Lonely"                | M. Taylor Barry Steve Torch                        | M. Taylor                        | 3:21    |  |
| 2.                              | "A Different Kind of Love Song"      | Johan Åberg Michelle Lewis Sigurd Rosnes           | Åberg Anders Hansson             | 3:50    |  |
| 3.                              | "Alive Again"                        | Nicholas Bracegirdle Ray Hedges Tracy Ackerman     | Chicane Hedges                   | 4:18    |  |
| 4.                              | "The Music's No Good Without You"    | Cher James Thomas Mark Taylor Paul Barry           | M. Taylor Thomas Jeff Taylor     | 4:40    |  |
| 5.                              | "Rain, Rain"                         | Shelly Peiken Guy Roche                            | Stargate                         | 3:43    |  |
| 6.                              | "Real Love"                          | Cher Tor Hermansen Mikkel Eriksen Hallgeir Rustan  | Stargate                         | 3:55    |  |
| 7.                              | "Love So High"                       | John Capek Marc Jordan                             | Bruce Roberts Wallis and Chapman | 4:32    |  |
| 8.                              | "Body to Body, Heart to Heart"       | Diane Warren                                       | Tony Moran                       | 3:59    |  |
| 9.                              | "Love Is a Lonely Place Without You" | M. Taylor Barry Torch                              | M. Taylor                        | 3:53    |  |
| 10.                             | "Love One Another"                   | William Steinberg Marie-Claire Cremers Rick Nowels | Nowels Wayne Rodrigues Chris Cox | 3:45    |  |
| 11.                             | "When You Walk Away"                 | Warren                                             | M. Taylor                        | 4:21    |  |
| 12.                             | "When the Money's Gone"              | Roberts Donna Weiss                                | Roberts                          | 4:38    |  |
| Duração total:                  | Duração total:                       | Duração total:                                     | Duração total:                   | 49:05   |  |

## Créditos
Créditos adaptados do encarte do álbum.
- Cher – vocais principais, compositora
- Tracy Ackerman – vocais de apoio
- Clark Anderson – vocais de apoio
- Sue Ann Carwell – vocais de apoio
- Rob Dickins – produtor
- Chapman – produtor
- James Thomas – compositor
- Mark Taylor – compositor, produtor
- Paul Barry – compositor
- Ray Hedges – compositor
- Tracy Ackerman – compositor
- Steve Torch – compositor
- Johan Åberg – compositor
- Michelle Lewis – compositor
- Sigurd Rosnes – compositor
- Shelly Peiken – compositor
- Guy Roche – compositor
- John Capek – compositor
- Marc Jordan – compositor
- Bruce Roberts – produtor
- Wallis e Chapman – produtores
- Diane Warren – compositora
- William Steinberg – compositor
- Marie-Claire Cremers – compositora
- Rick Nowels – compositor, produtor
- Donna Weiss – compositora
- Stuart McLennan – compositor
- Brian Higgins – compositor, produtor
- Anders Hansson – produtor
- Stargate – produtor
- Tony Moran – produtor
- Wayne Rodrigues – produtor
- Chris Cox – produtor
- Jeff Taylor – produtor
- Stargate – compositores, produtor
- Eric Thorenburg – engenheiro
- Randy Wine – engenheiro
- Nick Bracegirdle – engenheiro, compositor, produtor
- Björn Engelmann – mixagem
- Jeri Heiden – direção de arte
- Barrie Goshko – direção de arte
- Michael Lavine – fotografia
- Kevyn Aucoin – maquiagem
- Serena Radaeli – cabelo